# Tòa án quận Hoa Kỳ

Bản đồ ranh giới địa lý giữa phạm vi các tòa án quận Hoa Kỳ trong 13 khu vực của tòa án phúc thẩm Hoa Kỳ. Mỗi tòa án quận nằm trong một phạm vi duy nhất, thường là ranh giới tiểu bang (đường nét đậm). Một số ban có nhiều tòa án quận (đường nét đứt)

Tòa án quận Hoa Kỳ (tiếng Anh: United States district court), hay còn gọi là Tòa án sơ thẩm Hoa Kỳ, là các tòa án sơ thẩm trong hệ thống tư pháp liên bang Hoa Kỳ. Ở mỗi quận tư pháp thì có một tòa án quận. Mỗi quận gồm một tiểu bang hoặc một phần của tiểu bang. Có ít nhất một trụ sở tòa án liên bang ở mỗi quận, và nhiều quận có nhiều trụ sở. Quyết định của tòa án quận có thể được kháng án lên tòa án phúc thẩm Hoa Kỳ tại khu vực nơi tòa án tọa lạc, ngoại trừ một số vụ án đặc biệt được kháng án lên Tòa án phúc thẩm Hoa Kỳ Khu vực Liên Bang hoặc thẳng lên Tòa án Tối cao Hoa Kỳ.
Tòa án quận là tòa án luật pháp, luật công lý, và luật biển, có thể xét xử các vụ án cả dân sự lẫn hình sự. Nhưng khác với các tòa án tiểu bang, tòa án quận bị giới hạn về thẩm quyền, và chỉ có thể xét xự các vụ án với các bên là người sinh sống ở các tiểu bang khác nhau, vấn đề về luật pháp liên hang, hoặc tội phạm liên bang.

## Căn cứ pháp lý
Khác với Tòa án Tối cao được quy định trực tiếp trong Điều III của Hiến pháp, tòa án quận được thành lập bởi Quốc hội, căn cứ vào quyền lực được trao bởi Điều III, qua việc ban hành các luật liên bang, Đạo luật Tư pháp năm 1789. Hiến pháp không có quy định bắt buộc thành lập tòa án quận.
Trong khi soạn thảo và phê chuẩn Hiến pháp, một số người phản đối việc hệ thống tư pháp liên bang có quyền lực lớn cho rằng chỉ nên có một tòa án liên bang duy nhất là Tòa án Tối cao và tòa án này chỉ nên được xét xử phúc thẩm bản án từ các tòa án tiểu bang. Điều này có nghĩa là, các tòa án tiểu bang sẽ được xem như là tòa án liên bang dưới Điều I của Hiến pháp để xét xử các tranh chấp theo luật liên bang, những thẩm phán của các tòa này sẽ không được xem là công chức của chính quyền liên bang. Edward Carrington ủng hộ quan điểm này trong một bức thư gửi James Madison, và nó cũng được thảo luận bởi Alexander Hamilton trong cuốn Federalist số 81. Tuy nhiên, quan điểm này không được chấp nhận, và Quốc hội khóa thứ nhất đã thiết lập hệ thống tòa án quận mà vẫn còn hoạt động tới nay. Dù vậy, theo Hiến pháp, các tòa án tiểu bang vẫn có thẩm quyền song song với tòa quận trong đa số các vấn đề liên bang.
Khi Đạo luật Tư pháp được ban hành, 13 quận tư pháp được thành lập cho 11 tiểu bang đã phê chuẩn Hiến pháp tính tới thời điểm đó. Sau này khi Bắc Carolina và Rhode Island biểu quyết phê chuẩn Hiến pháp, mỗi bang được một quận tư pháp mới, tổng cộng là có 15 quận tư pháp.
Các vùng lãnh thổ (Vùng quốc hải) Guam, Quần đảo Bắc Mariana và Quần đảo Virgin thuộc Mỹ có một tòa án vùng lãnh thổ cho mỗi vùng; những tòa án này được gọi là "tòa án quận" và cũng có thẩm quyền như tòa án quận, nhưng khác ở chỗ đây là những tòa án được thành lập theo Điều IV Hiến pháp với thẩm phán giữ chức theo nhiệm kỳ 10 năm ,thay vì suốt đời như thẩm phán của tòa án quận được thành lập theo Điều III Hiến pháp.
Samoa thuộc Mỹ không có tòa án quận hay tòa án vùng lãnh thổ liên bang, vì vậy mà mọi vấn đề pháp lý liên bang được xét xử tại Đặc khu Columbia hoặc Hawaii. Trước đây Philippines là một phần của Hoa Kỳ nhưng không có trong hệ thống tư pháp liên bang.

## Địa lý
Hiện có 89 quận tư pháp ở 50 tiểu bang, tổng cộng có 94 quận nếu tính thêm các vùng lãnh thổ. Mỗi bang, Đặc khu Columbia và Puerto Rico có ít nhất một quận tư pháp.
Mỗi bang có từ một đến bốn quận. Ở những bang có nhiều quận, các quận được đặt tên theo địa lý. Các bang có hai quận đặt tên quận là Bắc-Nam (Northern-Southern) hoặc Tây-Đông (Western-Eastern). Những bang có ba quận đặt thêm quận Trung (Middle), trừ bang Illinois có Quận Central thay vì Middle, và bang Oklahoma có các Quận Bắc, Tây và Đông. Trong số ba bang có bốn quận, New York và Texas đặt tên theo bốn hướng địa lý, trong khi California có Quận Trung và không có Quận Tây.

## Các tòa án sơ thẩm liên bang khác
Có các tòa án sơ thẩm liên bang khác có thẩm quyền trên cả nước đối với một số loại vụ án, nhưng tòa án quận cũng có thẩm quyền song song trong nhiều vụ án này, và chỉ có tòa án quận mới có quyền xét xử các vụ án hình sự đối với dân thường.
Tòa án Thương mại Quốc tế Hoa Kỳ xử lý các vụ án liên quan đến thương mại quốc tế và các vấn đề về hải quan. Tòa án Tranh chấp Liên bang Hoa Kỳ có đặc quyền xét xử mọi tranh chấp yêu cầu bồi thường tiền bạc từ chính quyền liên bang Hoa Kỳ, bao gồm tranh chấp hợp đồng, trưng dụng tài sản tư nhân trái phép bởi chính quyền liên bang, và các vụ kiện vì thương tật trên đất liên bang hoặc thương tật gây ra đối với các nhân viên liên bang. Tòa án Thuế Hoa Kỳ có thẩm quyền đối với các tranh chấp về thuế.

## Thẩm phán
Chức danh chính thức của thẩm phán tòa án quận là "Thẩm phán Quận Hoa Kỳ" ("United States District Judge"). Các thẩm phán liên bang khác, bao gồm thẩm phán tòa án phúc thẩm khu vực và thẩm phán Tòa án Tối cao Hoa Kỳ, cũng có quyền xét xử tại các tòa án quận sau khi được phân công bởi chánh án khu vực hoặc Chánh án Hoa Kỳ. Số thẩm phán ở mỗi tòa án quận (và cơ cấu của cả hệ thống tư pháp) được quy định bới Quốc hội trong Bộ luật Hoa Kỳ. Tổng thống bổ nhiệm (và Thượng viện phê chuẩn) các thẩm phán liên bang, vì vậy mà người được bổ nhiệm thường có một số quan điểm chung với tổng thống. Ở các bang có thượng nghị sĩ thuộc chung đảng phái với tổng thống, thượng nghị sĩ có sức chi phối lớn trong quá trình bổ nhiệm, và theo thông lệ thì thượng nghị sĩ đó có quyền phủ quyết không chính thức đối với người do tổng thống đề cử.
Các phó thẩm phán (magistrate judge) liên bang được bổ nhiệm bởi mỗi tòa án quận theo luật quy định. Họ được bổ nhiệm với nhiệm kỳ 8 năm và có thể được tái bộ nhiệm. Phó thẩm phán có thể bị bãi nhiệm vì "thiếu khả năng, các vi phạm, sao lãng nhiệm vụ, hoặc tật nguyền về thể chất hay tâm thần". Chức phó thẩm phán là bước tiến tới chức thẩm phán quận.
Thẩm phán quận thường tập trung vào việc quản lý các vụ án, làm chủ tọa các phiên tòa, và viết các ý kiến trả lời đề nghị quan trọng của các bên trong vụ án, như đơn đề nghị phán quyết không qua xét xử (summary judgment). Kể từ thập kỷ 1960, các công việc thường ngày như giải quyết tranh chấp về bằng chứng thường được thẩm phán quận giao cho phó thẩm phán. Phó thẩm phán cũng được giao việc viết báo cáo và kiến nghị về những tranh chấp cho thẩm phán quận giải quyết, hoặc, nếu được các bên đồng thuận, phó thẩm phán được đảm nhiệm toàn bộ quyền hành xét xử vụ án.
Ngoại trừ các tòa án vùng lãnh thổ (Guam, Quần đảo Bắc Mariana và Quần đảo Virgin thuộc Mỹ), thẩm phán quận liên bang là thẩm phán theo Điều III Hiến pháp được bổ nhiệm suốt đời, và chỉ có thể bị bãi nhiệm khi vi phạm tiêu chuẩn "tư cách tốt". Cách thức duy nhất để bãi nhiệm thẩm phán là qua việc luận tội tại Hạ viện Hoa Kỳ và sau đó bị xét xử và kết tội bởi ⅔ số phiếu trong Thượng viện Hoa Kỳ. Mặt khác thì cho dù có bị bồi thẩm đoàn kết tội một tội danh hình sự nghiêm trọng, thẩm phán vẫn được quyền giữ chức cho tới khi về hưu hoặc qua đời. Trong lịch sử Hoa Kỳ, chỉ có 12 thẩm phán từng bị luận tội bởi Hạ viện, và chỉ có 7 thẩm phán bị Thượng viện kết tội sau đó. (Xem Luận tội tại Hoa Kỳ.)
Một thẩm phán đủ 65 tuổi trở lên (hoặc bị tàn tật) có thể về hưu hoặc bán về hưu (senior status) và tiếp tục làm việc. Thẩm phán bán về hưu không được tính vào số thẩm phán đương nhiệm trong quận và chỉ làm những công việc được chánh án quận giao, nhưng họ vẫn được giữ văn phòng (chambers) và nhân viên của mình. Nhiều thẩm phán bán về hưu vẫn làm việc toàn thời gian.
Tính tới năm 2010, có 678 thẩm phán quận.
Trong văn bản, thẩm phán liên bang được gọi là "The Honorable John/Jane Doe" ("Quý ngài/bà John/Jane Doe") hoặc "Hon. John/Jane Doe", và khi nói chuyện là "Judge" hoặc "Judge Doe" ("Thẩm phán Doe"), hoặc khi làm chủ tọa là "Your Honor" ("Thưa ngài").

## Thư ký
Mỗi tòa án quận bổ nhiệm một thư ký (clerk), chịu trách nhiệm việc quản lý hồ sơ, bản ghi của tòa, thu lệ phí, tiền phạt và tiền bồi thường, và quản lý các công việc không mang tính tư pháp của tòa, bao gồm công nghệ thông tin, ngân sách, tài sản, nhân sự và tài chính. Thư ký có quyền bổ nhiệm phó thư ký, trợ lý và nhân viên để làm việc cho tòa án. Thư ký của tòa án quận phải sinh sống trong quận, trừ thư ký của tòa án Đặc khu Columbia và Quận Nam New York có thể sống trong khoảng 20 dặm xung quanh quận.
Bộ luật Tư pháp (28 U.S.C. § 751) quy định rằng thư ký được bổ nhiệm hoặc bãi nhiệm bởi tòa án. Nghĩa vụ của thư ký được quy định bởi luật pháp, thông lệ của tòa và chính sách do Hội nghị Tư pháp Hoa Kỳ ban hành. Thư ký được bổ nhiệm qua lệnh của cả tòa án để phục vụ toàn bộ tòa án. Đừng nên nhầm lẫn vai trò của thư ký, phó thư ký và trợ lý thư ký với trợ lý thẩm phán, là người hỗ trợ thẩm phán nghiên cứu và soạn thảo phán quyết.
Để đủ điều kiện làm thư ký tòa án, thư ký phải có ít nhất 10 năm kinh nghiệm hành chính ở các cơ quan nhà nước hoặc doanh nghiệp, với sự hiểu biết sâu rộng về tổ chức, thủ tục và nhân sự trong việc quản lý một tổ chức, và phải giữ chức quản lý cấp cao ít nhất 3 năm trong số 10 năm đó. Luật sư có thể thỏa mãn điều kiện 10 năm kinh nghiệm hành chính bằng 10 năm hành nghề luật sư. Thư ký không nhất thiết phải là luật sư được cấp phép hành nghề, nhưng một số tòa án ưu tiên người có bằng luật.

## Thẩm quyền
Khác với một số tòa án tiểu bang, quyền xét xử của tòa án liên bang bị giới hạn nghiêm ngặt. Tòa án liên bang không nhất thiết có quyền để xét xử mọi vụ án được trình lên. Để được phép xét xử một vụ, Quốc hội phải cho phép tòa án xét xử loại vụ án đó.
Tòa án quận được phép mở phiên tòa xét xử sơ thẩm trong các loại vụ án sau:
- Tranh chấp dân sự phát sinh dưới Hiến pháp, luật pháp liên bang, và các hiệp ước Hoa Kỳ;[10]
- Một số tranh chấp dân sự giữa công dân của các tiểu bang khác nhau hoặc giữa công dân của một tiểu bang với công dân nước ngoài;[11]
- Tranh chấp dân sự phát sinh dưới luật biển Hoa Kỳ;[12]
- Tố tụng hình sự do chính quyền liên bang Hoa Kỳ khởi tố;[13]
- Tranh chấp dân sự có một bên là chính quyền liên bang Hoa Kỳ;[14] và
- Nhiều loại vụ án và tranh chấp khác[15]

Trong đa số các vụ án này, thẩm quyền của tòa án quận liên bang trùng với thẩm quyền của tòa án tiểu bang. Điều này có nghĩa là một nguyên đơn có quyền chọn khởi kiện ở tòa án liên bang hoặc tòa án tiểu bang. Quốc hội có quy định một thủ tục cho phép một bên của vụ án, thường là bị đơn, chuyển (remove) một vụ án từ tòa án tiểu bang sang tòa án liên bang, với điều kiện tòa án liên bang đó phải có quyền sơ thẩm vụ án. Nếu nguyên đơn cho rằng việc chuyển vụ án là không hợp lý, nguyên đơn có quyền đề nghị tòa án quận trả (remand) vụ án về tòa án tiểu bang. Đối với một số vụ án, như tranh chấp bằng sáng chế và bản quyền và truy tố hình sự liên bang, tòa án quận có đặc quyền xét xử, nghĩa là chỉ có tòa án liên bang mới có quyền xét xử các vụ án này.
Bên cạnh quyền xét xử sơ thẩm, tòa án quận cũng có quyền xét xử phúc thẩm một số lượng rất nhỏ các phán quyết, lệnh và sắc lệnh.

## Luật sư

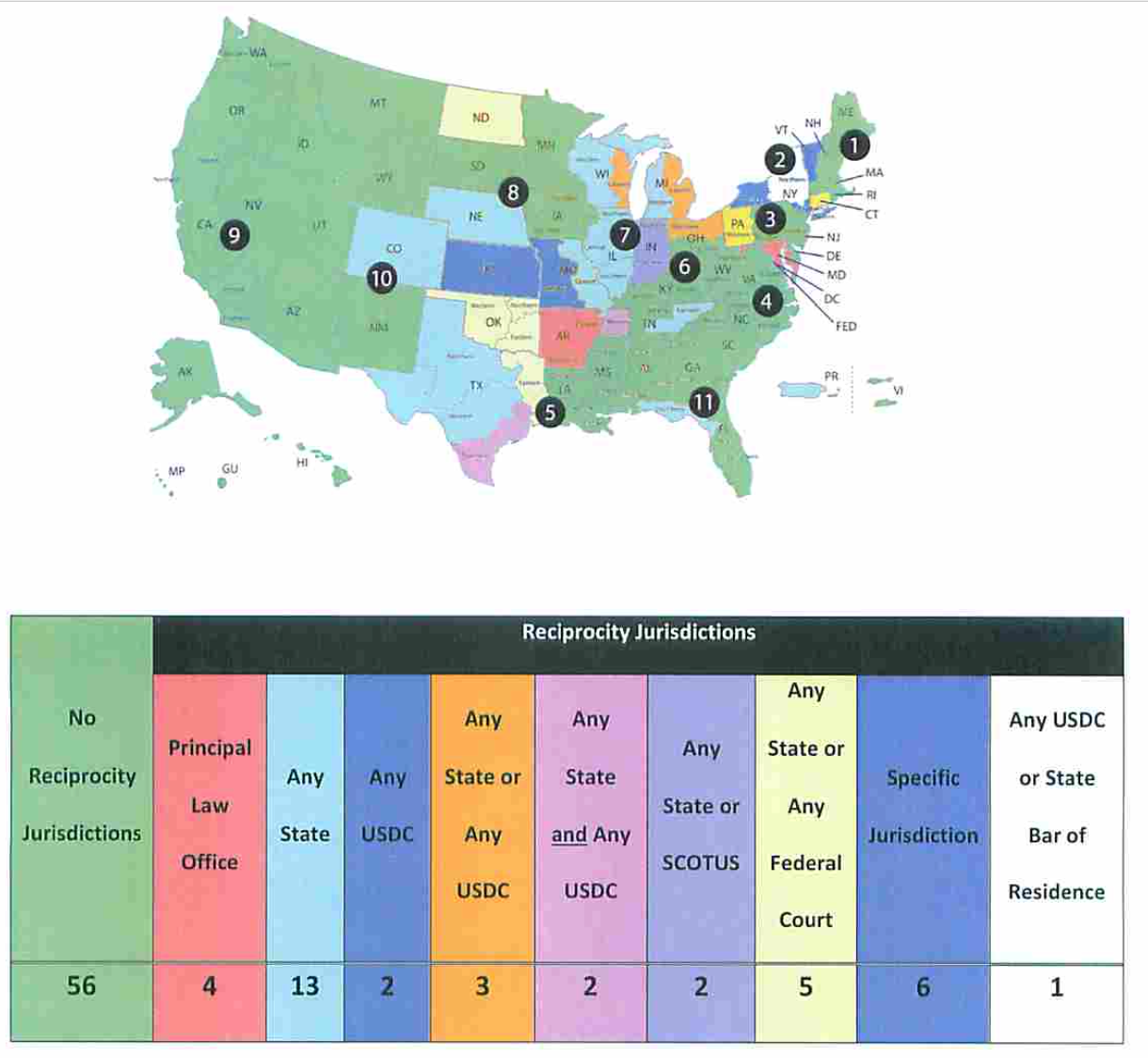
Điều kiện kết nạp luật sư đoàn của các tòa án quận Hoa Kỳ

Để đại diện một bên ở tòa án quận, người đại diện phải là một luật sư được cấp phép và thường phải được kết nạp vào luật sư đoàn (admission to the bar) của tòa án đó. Ở Hoa Kỳ, không có một bài thi sát hạch riêng để luật sư hành nghề liên bang (ngoại trừ việc hành nghề ở Văn phòng Sáng chế và Nhãn hiệu Hoa Kỳ). Luật sư được cấp phép hành nghề ở tiểu bang nào thì thường được gia nhập luật sư đoàn của tòa án quận ở tiểu bang đó.
56 quận tư pháp (khoảng 60% tòa án quận) yêu cầu luật sư phải được cấp phép hành nghề ở bang mà tòa án tọa lạc. 39 quận còn lại (khoảng 40% tòa án quận) cho phép một số luật sư được cấp phép ở các bang khác, quy định điều kiện khác nhau giữa các tòa án. Ví dụ, các tòa án quận ở Thành phố New York (Quận Nam New York và Quận Đông New York) cho phép luật sư được cấp phép ở bang Connecticut hoặc Vermont hành nghề ở tòa, nhưng ngoài ra thì yêu cầu luật sư phải gia nhập luật sư đoàn bang New York. Chỉ có 13 quận chấp nhận luật sư được cấp phép ở bất kỳ tiểu bang nào.
Thường thì luật sư nộp đơn, nộp lệ phí và tuyên thệ kết nạp vào luật sư đoàn. Mỗi địa phương quy định khác nhau về hình thức tuyên lệ, bằng văn bản hay trực tiếp trước thẩm phán quận. Thường thì cần phải có một "người bảo lãnh" đã được kết nạp luật sư đoàn. Một số tòa án quận yêu cầu luật sư muốn gia nhập luật sư đoàn phải thi sát hạch luật liên bang, bao gồm các tòa án: Quận Nam Ohio, Quận Bắc Florida và Quận Puerto Rico.
Theo từng trường hợp một mà đa số tòa án liên bang cũng cho phép luật sư chưa được cấp phép ở quận tham gia vào vụ án (pro hac vice). Đa số tòa án quy định các luật sư pro hac vice phải có một luật sư đã gia nhập luật sư đoàn hỗ trợ.

## Kháng án
Thường thì phán quyết của tòa án quận trong cả vụ ản dân sự và hình sự đều có thể được kháng án lên tòa án phúc thẩm Hoa Kỳ tại khu vực tư pháp nơi tòa án quận tọa lạc, trừ một số phán quyết liên quan đến bằng sáng chế và một số vấn đề đặc biệt khác được kháng án lên Tòa án Phúc thẩm Hoa Kỳ Khu vực Liên bang, và trong một số trường hợp rất hiếm có thể kháng án trực tiếp lên Tòa án Tối cao Hoa Kỳ.

## Tòa án quận lớn nhất và xét xử nhiều vụ án nhất

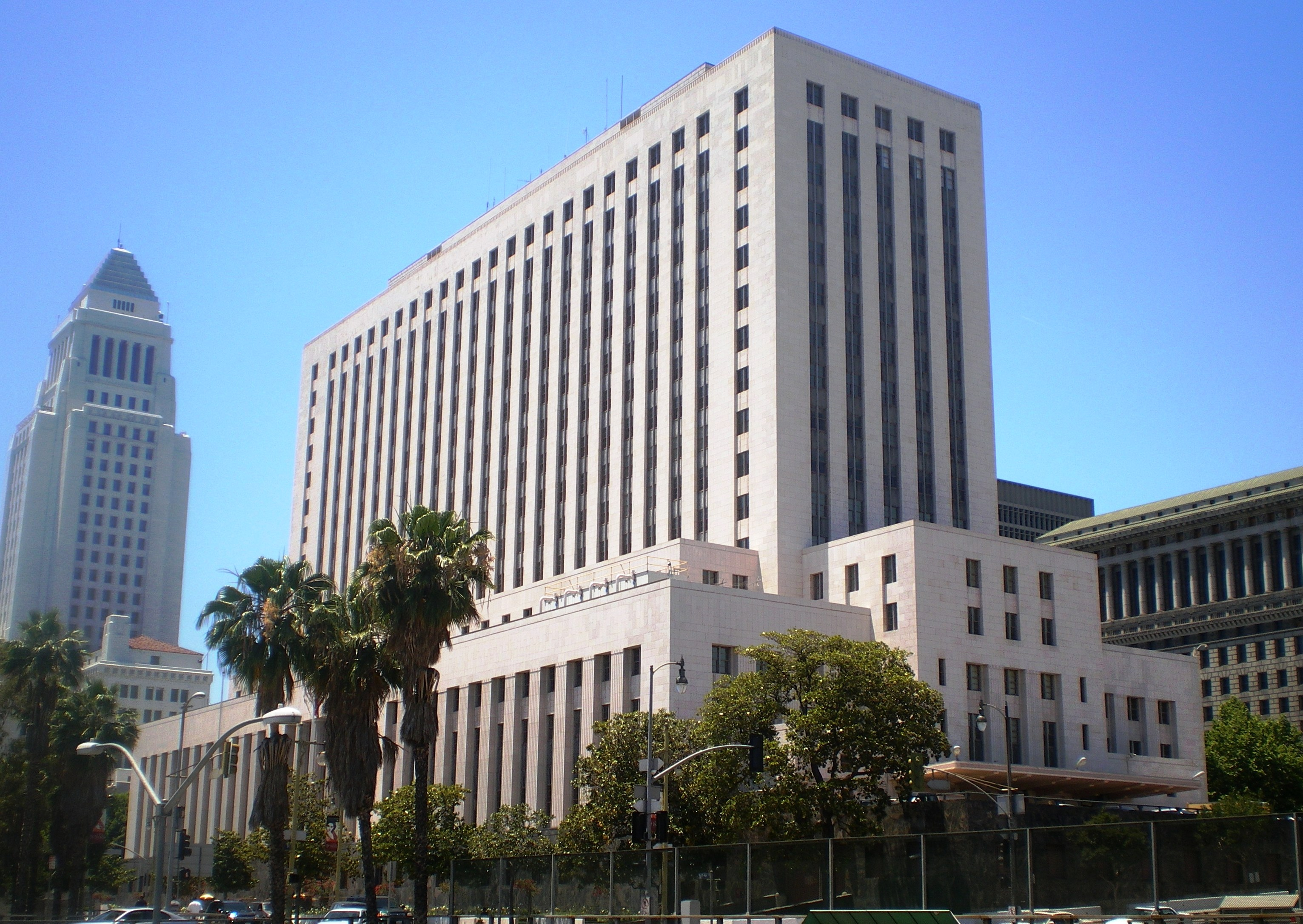
Trụ sở Tòa án Hoa Kỳ ở Los Angeles, California, một trong những trụ sở của Tòa án Quận Trung California.

Quận Trung California là quận tư pháp đông dân nhất; nó bao gồm 5 hạt của vùng Đại Los Angeles. Thay vào đó, Thành phố New York và vùng đô thị xung quanh được chia thnhf Quận Nam New York (gồm Manhattan, The Bronx và Hạt Westchester) và Quận Đông New York (gồm Brooklyn, Queens, Đảo Staten, Hạt Nassau và Hạt Suffolk). Vùng ngoại ô Thành phố New York ở Connecticut và New Jersey thuộc thẩm quyền Quận Connecticut và Quận New Jersey.
Quận Nam New York và Quận Trung New York là hai quận có nhiều thẩm phán nhất, mỗi quận có 28 thẩm phán.
Vào năm 2017, tòa án xử lý nhiều hồ sơ hình sự nghiêm trọng nhất là Quận New Mexico, Quận Tây Texas, Quận Nam Texas, và Quận Arizona. Bốn quận này đều giáp biên giới với Mexico. Việc tăng cường biện pháp đối phó với nạn nhập cư trái phép dẫn đến việc 75% các hồ sơ vụ án hình sự trong 94 tòa án quận được nộp về bốn quận này cùng với Quận Nam California cũng giáp Mexico. Tòa án xử lý nhiều vụ tranh chấp bằng sáng chế hằng năm nhất là Tòa án Quận Hoa Kỳ tại Quận Đông Texas.

## Tòa án quận cũ

### Tòa án quận bị tách
Nhiều tòa án quận cũ bị bãi bỏ vì bị tách thành nhiều quận nhỏ hơn, gồm các Quận: Alabama, Arkansas, California, Florida, Georgia, Illinois, Indiana, Iowa, Kentucky, Louisiana, Michigan, Mississippi, Missouri, New York, Bắc Carolina, Ohio, Pennsylvania, Tennessee, Texas, Virginia, Washington, Tây Virginia, Wisconsin.

### Những tòa án quận bị bãi bỏ khác
Trong số ít trường hợp, tòa án bị bãi bỏ vì được sáp nhập vào một tòa án quận khác. Trừ một trường hợp đặc biệt, điều này đã tái thiết lập một tòa án quận bị tách trước đó:
- Giữa năm 1794 và 1797, Tòa án Quận Hoa Kỳ tại Quận Bắc Carolina được tách thành các Quận Edenton, New Bern và Wilmington.
- Giữa năm 1801 và 1802, Tòa án Quận Hoa Kỳ tại Quận New Jersey được tách thành Quận Đông New Jersey và Tây New Jersey.
- Khi bang California gia nhập Hợp chúng quốc vào năm 1850, ban đầu tiểu bang được chia làm hai quận, Bắc và Nam.[28] Quận Nam California bị bãi bỏ ngày 27 tháng 7 năm 1866 và cả bang được hợp thành một quận tư pháp với Quận Bắc California trở thành Quận California.[28] 20 năm sau, vào ngày 5 tháng 8 năm 1886, Quốc hội tái thiết lập Quận Nam California.[28]
- Giữa năm 1911 và 1961, Tòa án Quận Hoa Kỳ tại Quận Nam Carolina được tách thành Quận Đông và Quận Tây bang Nam Carolina.
- Tòa án Quận Hoa Kỳ tại Quận Đông Illinois bị bãi bỏ và thay thế bởi Tòa án Quận Hoa Kỳ tại Quận Trung Illinois vào ngày 2 tháng 10 năm 1978.

Có một số tòa án quận cũ khác không thuộc các trường hợp trên.
- Giữa năm 1801 và 1802, Đặc khu Columbia và một phần lãnh thổ Maryland và Virgina được hợp thành Tòa án Quận Hoa Kỳ tại Quận Potomac, là tòa án quận Hoa Kỳ đầu tiên có thẩm quyền xuyên biên giới bang. Trong cùng khoảng thời gian này, Tòa án Quận Hoa Kỳ tại Quận Norfolk được thành lập trên một phần lãnh thổ khác của Virgina. Quận Maryland và Quận Virginia vẫn tồn tại trong khoảng thời gian này.
- Từ năm 1801 đến 1802, và một lần nữa từ năm 1802 đến 1872, tiểu bang Bắc Carolina được chia thành Quận Albemarle, Cape Fear và Pamptico. Những tòa án này bị bãi bỏ khi tiểu bang được phân lại thành tòa án quận Hoa Kỳ tại Quận Đông và Tây của Bắc Carolina.
- Tòa án Quận Hoa Kỳ tại Quận Orleans. Tòa án này được đổi tên thành Tòa án Quận Hoa Kỳ tại Quận Louisiana khi Lãnh thổ Louisiana trở thành Tiểu bang Louisiana.
- Tòa án Quận Hoa Kỳ tại Vùng Kênh đào. Tòa án này bị bãi bỏ vào ngày 31 tháng 3 năm 1982 trong quá trình bàn giao lại Vùng Kênh đào cho Panama. Những vụ án chờ xét xử lúc đó được bàn giao cho Tòa án Quận Hoa Kỳ tại Quận Đông Louisiana ở New Orleans.
- Tòa án Hoa Kỳ tại Trung Quốc. Tòa án này hoạt động như một tòa án quận từ năm 1906 đến năm 1943. Tòa án này có thẩm quyền xét xử công dân Mỹ ở Trung Quốc.